# Premios Juventud 2019
Os Premios Juventud 2020 aconteceram no dia 18 de julho no Watsco Center em Miami, Estados Unidos a apresentação do evento foi realizada pela cantora Lali com o grupo CNCO. A transmissão foi realizada pelo canal Univision para os Estados Unidos e países latino, o evento reconheceu artistas da música latina, internet e televisão. 

## Indicados e vencedores
Maluma foi o mais indicado do ano, recebeu 8 indicações. Os maiores vencedores da noite foram Anuel AA, Cardi B e Bad Bunny, cada um deles venceu em 3 categorias.  

### Música
| Best Song: Can't Get Enough of This Song | Melhor Música para cantar no chuveiro |
| --- | --- |
| - "Calma (Remix)" – Pedro Capó and Farruko - "Ella Quiere Beber" – Anuel AA and Romeo Santos - "Mia" – Bad Bunny featuring Drake - "A Través del Vaso" – Banda Los Sebastianes - "Por Siempre Mi Amor" – Banda MS - "Por Qué Cambiaste de Opinión" – Calibre 50 - "Adictiva" – Daddy Yankee and Anuel AA - "Con Calma" – Daddy Yankee featuring Snow - "Créeme" – Karol G e Maluma - "Un Año" – Sebastián Yatra e Reik         | - "Secreto" – Anuel AA e Karol G - "Por Siempre Mi Amor" – Banda MS - "Con Calma" – Daddy Yankee participação de Snow - "Con Todo Incluido" – La Adictiva - "Imposible" – Luis Fonsi e Ozuna - "Sola" – Manuel Turizo - "Desconocidos" – Mau y Ricky, Manuel Turizo and Camilo - "Me Gusta" – Natti Natasha - "Calma (Remix)" – Pedro Capó and Farruko - "El Lujo de Tenerte" – Regulo Caro |
| Best Song: The Traffic Jam | Sick Dance Routine (Best Choreography) |
| - "Ella Quiere Beber" – Anuel AA and Romeo Santos - "Mia" – Bad Bunny featuring Drake - "No Te Contaron Mal" – Christian Nodal - "Con Calma" – Daddy Yankee featuring Snow - "Reggaetón" – J Balvin - "Calma (Remix)" – Pedro Capó and Farruko - "Baila, Baila, Baila" – Ozuna - "Aerolínea Carrillo" – T3R Elemento featuring Gerardo Ortiz - "Reggaetón en Lo Oscuro" – Wisin & Yandel - "Un Año" – Sebastián Yatra and Reik | - "Con Calma" – Daddy Yankee featuring Snow - "La Respuesta" – Becky G and Maluma - "Pretend" – CNCO - "Punto G" – Karol G - "Caliente" – Lali featuring Pabllo Vittar - "Con Altura" – Rosalía and J Balvin featuring El Guincho - "HP" – Maluma - "Me Gusta" – Natti Natasha - "Baila, Baila, Baila" – Ozuna - "RIP" – Sofía Reyes featuring Rita Ora and Anitta |
| Singer + Songwriter + Composer (Best Singer-Songwriter) | New to the US, but big at home (Best New Artist) |
| - Daddy Yankee - Bad Bunny - Espinoza Paz - Maluma - Ozuna | - Rosalía - Cazzu - Lali - Paulo Londra - TINI |
| Producer You Know by Shout-Out (Best Producer) | The New Urban Generation (Best New Urban Artist) |
| - DJ Luian and Mambo Kingz - Chris Jeday - Gaby Music - Hi Music Hi Flow - Ovy on the Drums - Play-N-Skillz - Saga WhiteBlack - Sergio George - Sky - Tainy | - Amenazzy - Camilo - Dalex - DaniLeigh - Eladio Carrion - Lyanno - Paloma Mami - Rombai - Sech |
| Regional Roots 2.0 (Best Regional Mexican Artist) | The New Regional Mexican Generation (Best New Regional Mexican Artist) |
| - Christian Nodal - Alex Fernández - Ángela Aguilar - El Bebeto - Pipe Bueno | - T3R Elemento - El Fantasma - Fuerza Regida - Kanales - Lenin Ramírez |
| Best Reality Show Break-Out Artist | This Is a BTS (Best Behind the Scenes) |
| - Cardi B - Amara La Negra - Carlos Rivera - CNCO - Greeicy | - "Taki Taki" – DJ Snake featuring Selena Gomez, Ozuna and Cardi B - "I Can't Get Enough" – Benny Blanco, Tainy, Selena Gomez and J Balvin - "Temes" – iLe - "La Plata" – Juanes featuring Lalo Ebratt - "Lost in the Middle of Nowhere" – Kane Brown featuring Becky G - "Créeme" – Karol G and Maluma - "Desconocidos" – Mau y Ricky, Manuel Turizo and Camilo - "Tu Vida en La Mía" – Marc Anthony - "Lindo Pero Bruto" – Thalía and Lali - "Atado entre Tus Manos" – Tommy Torres and Sebastián Yatra |

## Info
- Os vencedores estão em Negrito.